# Pasi Häkkinen
Pasi Häkkinen (né le 25 juin 1977 à Lappeenranta en Finlande) est un joueur de hockey sur glace professionnel.

## Statistiques

### Saison régulière
| Saisons | Équipe              | Ligue    | Joué | Gagnés | Perdus | Nul | Min  | GA  | SO | GAA  |
| ------- | ------------------- | -------- | ---- | ------ | ------ | --- | ---- | --- | -- | ---- |
| 1996-97 | SaiPa               | SM-liiga | --   | --     | --     | --  | --   | --  | -- | --   |
| 1997-98 | SaiPa               | SM-liiga | --   | --     | --     | --  | --   | --  | -- | --   |
| 1998-99 | SaiPa               | SM-liiga | --   | --     | --     | --  | --   | --  | -- | --   |
| 1999-00 | SaiPa               | SM-liiga | --   | --     | --     | --  | --   | --  | -- | --   |
| 2000-01 | SaiPa               | SM-liiga | --   | --     | --     | --  | --   | --  | -- | --   |
| 2001-02 | Nottingham Panthers | BISL     | 8    | 0      | 0      | 0   | 247  | 14  | 0  | 3.40 |
| 2003-04 | Jokerit             | SM-liiga | 46   | 20     | 8      | 16  | 2713 | 101 | 5  | 2.23 |
| 2004-05 | Jokerit             | SM-liiga | 2    | 0      | 0      | 2   | 119  | 7   | 0  | 3.52 |